# 16. avgust
16. avgust je 228. dan leta (229. v prestopnih letih) v gregorijanskem koledarju. Ostaja še 137 dni.

## Dogodki
- 605 pr. n. št. – Nebukadnezar II. zavlada Babilonu
- 1443 – Habsburžani in Celjski grofje podpišejo pogodbo o dedovanju za primer, če katera rodbina izumre
- 1896 – z najdbo zlata v Klondiku se prične zlata mrzlica
- 1914 – Nemška kopenska vojska zavzame Liege
- 1921 – SHS - Aleksander I. Karađorđević na prestolu nasledi Petra I.
- 1924 – ustanovljena Ljubljanska borza
- 1934 – konec ameriške okupacije Haitija
- 1936 – zaključek 11. olimpijskih iger moderne dobe v Berlinu
- 1960 – britanska vlada prizna neodvisnost Cipra

## Rojstva
- 1055 – Malik Šah I., seldžuški sultan (možen rojstni datum je tudi 6. avgust) († 1092)
- 1358 – Albert II. Habsburški, vojvoda Avstrije, Štajerske in Koroške (* 1298)
- 1679 – Catharine Trotter Cockburn, angleška pisateljica in filozofinja († 1749)
- 1694 – Réginald Outhier, francoski kartograf, opat († 1774)
- 1744 – Pierre-François-André Méchain, francoski astronom († 1804)
- 1815 –

- Janez Bosko, italijanski duhovnik, salezijanec in svetnik († 1888)
- Jernej Dolžan, slovenski duhovnik, pisatelj in narodni buditelj († 1880)

- 1821 – Arthur Cayley, angleški matematik, odvetnik († 1895)
- 1832 – Wilhelm Wundt, nemški psiholog in filozof († 1920)
- 1867 –

- Ronald Montagu Burrows, angleški arheolog († 1920)
- António Nobre, portugalski pesnik († 1900)

- 1884 – Hugo Gernsback, ameriški založnik († 1967)
- 1888 – Thomas Edward Lawrence - Lawrence Arabski, valižanski arheolog, diplomat, obveščevalec, vojskovodja († 1935)
- 1900 – Elvira Kralj, slovenska gledališka in filmska igralka († 1978)
- 1901 – Vladimir Kralj, slovenski pisatelj, gledališki kritik († 1969)
- 1904 – Genda Minoru, japonski mornariški častnik, politik († 1989)
- 1905 – Marian Rejewski, poljski matematik, kriptolog († 1980)
- 1908 – Gerald Maurice Clemence, ameriški astronom († 1974)
- 1913 – Menahem Begin, izraelski predsednik vlade, nobelovec 1978 († 1992)
- 1920 – Charles Bukowski, ameriški pisatelj, pesnik († 1994)
- 1954 – James Cameron, kanadski filmski ustvarjalec in raziskovalec
- 1958 – Madonna Louise Veronica Ciccone - Madonna, ameriška pevka
- 1960:
  - Franz Welser-Möst, avstrijski dirigent
  - Leonid Toptunov, sovjetski inženir († 1986)
- 1965 – Abdirahman Omar Osman, somalijski politik († 2019)
- 1968 – Mateja Svet, slovenska alpska smučarka
- 1974 – Didier Cuche, švicarski alpski smučar

## Smrti
- 1153 – Bernard de Tremelay, veliki mojster templjarjev
- 1157 – Ramiro II., aragonski kralj in menih (* 1075)
- 1190 – Dedo III., lužiški mejni grof (* 1142)
- 1285 – Filip I., savojski grof (* 1207)
- 1297 – Ivan II., trapezuntski cesar (* 1262)
- 1324 – Irena Braunschweigovska, bizantinska cesarica, soproga Andronika III. (* 1293)
- 1327 – Sveti Rok, francoski dobrodelnik, zavetnik pred kugo (* 1295)
- 1339 – Azzone Visconti, vladar Milana (* 1302)
- 1410 – Francesco di Marco Datini, italijanski trgovec (* 1335)
- 1419 – Venčeslav IV., češki in nemški kralj (* 1361)
- 1705 – Jakob Bernoulli I., švicarski matematik (* 1654)
- 1733 – Matthew Tindal, angleški filozof, deistični teolog (* 1657)
- 1886 – Ramakrišna Paramahamsa, indijski filozof, prenovitelj (* 1836)
- 1899 – Robert Wilhelm Bunsen, nemški kemik, fizik (* 1811)
- 1916 – Umberto Boccioni, italijanski slikar, kipar, futurist (* 1882)
- 1926 – Rudolph Valentino, italijansko-ameriški filmski igralec (* 1895)
- 1948 – Babe Ruth, ameriški bejzbolist (* 1895)
- 1949 – Margaret Mitchell, ameriška pisateljica (* 1900)
- 1956 – Bela Lugosi, madžarsko-ameriški filmski igralec (* 1882)
- 1973 – Selman Abraham Waksman, ameriški mikrobiolog ukrajinskega rodu, nobelovec 1952 (* 1888)
- 1975 – Carlos Raúl Villanueva, venezuelski arhitekt (* 1900)
- 1977 – Elvis Aron Presley, ameriški pevec (* 1935)
- 1984 – Dušan Radović, srbski pesnik, pisatelj in novinar (* 1922)
- 2004 – Carl Mydans, ameriški fotograf (* 1907)
- 2005 – Roger Louis Schutz-Marsauche - brat Roger, švicarsko-francoski teolog (* 1915)
- 2006 – Alfredo Stroessner, paragvajski diktator (* 1912)
- 2018 – Aretha Franklin, ameriška pevka in pianistka (* 1942)